# Cratere Piscinas
Piscinas  è un cratere sulla superficie di Marte.